# Stato sardo

Stemma sardo all'interno dell'emblema della Corona d'Aragona

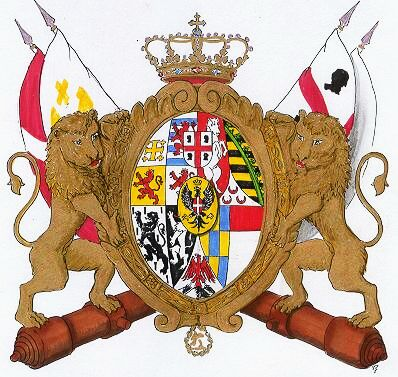
Stemma sardo del 1730 all'interno dell'emblema della Corona di Casa Savoia

Lo Stato sardo nacque giuridicamente e territorialmente il 19 giugno del 1324 con l'invasione della Sardegna da parte della Corona d'Aragona (della cui titolarità erano stati investiti da papa Bonifacio VIII nel 1297), che sconfissero i pisani nella battaglia di Lucocisterna. Divenne unitario nel 1420, quando gli aragonesi, sconfitto definitivamente il trono giudicale di Arborea, ultimo a capitolare, ne incamerarono i territori. Secondo gli studiosi, in quell'epoca era uno Stato imperfetto, cioè non ancora dotato di somma potestà, ossia della facoltà di stipulare autonomamente trattati internazionali, ma comunque con un territorio ben definito, con un popolo ed un vincolo giuridico. Faceva inizialmente parte del variegato complesso di stati che formavano la Corona d'Aragona. Dal 1479 in poi, dopo il matrimonio di Isabella di Castiglia con Ferdinando II di Aragona, rimase aggregato formalmente alla Corona d'Aragona tramite il Sacro Supremo Consilio Aragoniae Coronae, ma gradualmente inserito in quella compagine statale che si andava formando intorno alla monarchia degli Asburgo di Spagna e che diventerà nel XVIII secolo la Corona di Spagna.
L'8 agosto 1720, dopo la Guerra di successione spagnola, il trattato di Utrecht ed il trattato di Londra, passò ai Savoia che lo fecero diventare sovrano e perfetto, attribuendogli la summa potestas.

## Confini statuali
Inizialmente il Regno fu diviso territorialmente in due parti distinte e non contigue: gli ex possedimenti pisani del cagliaritano e della Gallura, e il Comune di Sassari. Amministrativamente le due parti furono chiamate: Capo di Cagliari-Gallura e Capo di Logudoro.

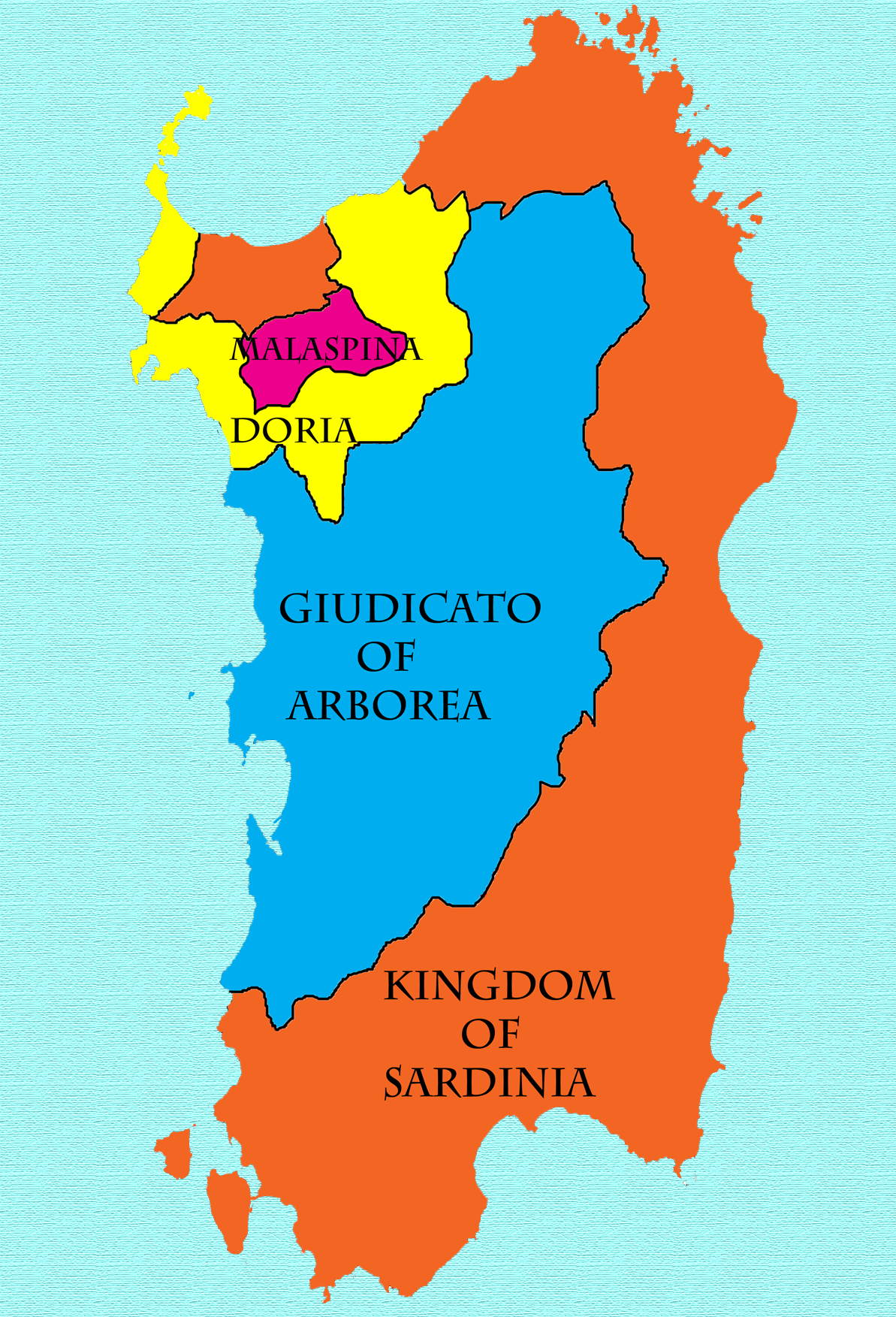
Confini statuali nel 1324 dopo la battaglia di Lucocisterna.

Successivamente al 1353, quando le guerre con il Regno di Arborea divennero sempre più aspre e frequenti, il territorio statuale si ridusse di fatto, ma non di diritto, a due sole città: Cagliari e Alghero.
Con la vittoria delle truppe del regno a Sanluri nel 1409, al territorio statuale furono aggiunte le Barbagie, la Planargia, il Mandrolisai, parte dell'Arborea storica e il 17 agosto 1420, tutta la Sardegna fu unificata.
I confini statuali rimasero limitati all'isola anche quando, dopo l'8 agosto 1720, con Amedeo II di Savoia il regno si unì, solo nella persona del sovrano, con gli stati ereditari di Casa Savoia: il principato di Piemonte, il ducato di Savoia, di Aosta, di Monferrato, la signoria di Vercelli, la contea di Nizza e di Asti, il marchesato di Saluzzo e parte del ducato di Milano, da allora in poi chiamati Regi stati di terraferma.
L'8 dicembre 1798 i Regi stati di terraferma furono annessi da Napoleone Bonaparte alla Francia; i domini sabaudi si limitarono alla sola Isola fino al 1814.
La Corona sabauda si ingrandì ulteriormente dopo il Congresso di Vienna, il 6 giugno 1815, con l'annessione del ducato di Genova, già divenuto Repubblica ligure.
Nel 1848 il Re Carlo Alberto concesse unilateralmente una legge costituzionale, lo Statuto Albertino, tramite la quale tutti gli stati sabaudi si fusero in un unico Stato unitario, formalmente con un'annessione al Regno di Sardegna, con un'unica amministrazione e unico parlamento (il parlamento subalpino) incentrati nella città di Torino, antica sede dei sovrani e ora capitale anche formale del Regno. Tutte le antiche istituzioni del Regno di Sardegna, che i sovrani avevano, fin dalla fondazione, giurato di rispettare, vennero sciolte senza peraltro incontrare resistenze nella società sarda né in quella degli altri ex-stati di terraferma. La trasformazione di quello che era uno Stato pattizio medioevale in una moderna monarchia costituzionale apparve alla pubblica opinione come una grande conquista civile e politica.
Alleandosi con i francesi contro gli austriaci, dal marzo al novembre del 1860, i confini statuali si ingrandirono incorporando altri Stati peninsulari: il ducato di Parma, il granducato di Toscana, il ducato di Modena, il regno delle due Sicilie. Altri territori si unirono successivamente come le Marche, l'Umbria, la Romagna staccandosi dallo Stato della Chiesa, e la Lombardia staccandosi dal regno Lombardo-Veneto. Tutti questi territori furono incorporati sottostando alle condizioni imposte dalla Francia che pretese in cambio del suo assenso, il Ducato di Savoia e la contea di Nizza.

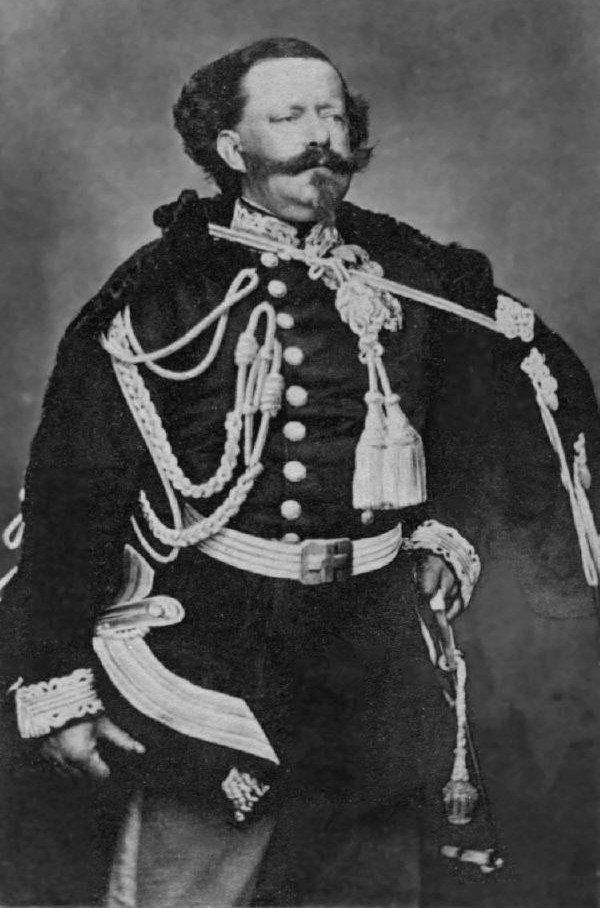
Vittorio Emanuele II fu l'ultimo re di Sardegna

## I re di Sardegna
Dalla sua fondazione nel 1324 alla sua scomparsa nel 1861, sul trono del Regno si sono succedute sette diverse dinastie:
- Dal 1297 al 1410, dinastia dei Conti di Barcellona;
- Dal 1412 al 1516, dinastia dei Trastámara;
- Dal 1516 al 1700, dinastia degli Asburgo di Spagna;
- Dal 1700 al 1713, dinastia dei Borbone di Spagna;
- Dal 1713 al 1720, dinastia degli Asburgo d'Austria;
- Dal 1720 al 1831, dinastia dei Savoia;
- Dal 1831 al 1861, dinastia dei Savoia-Carignano.

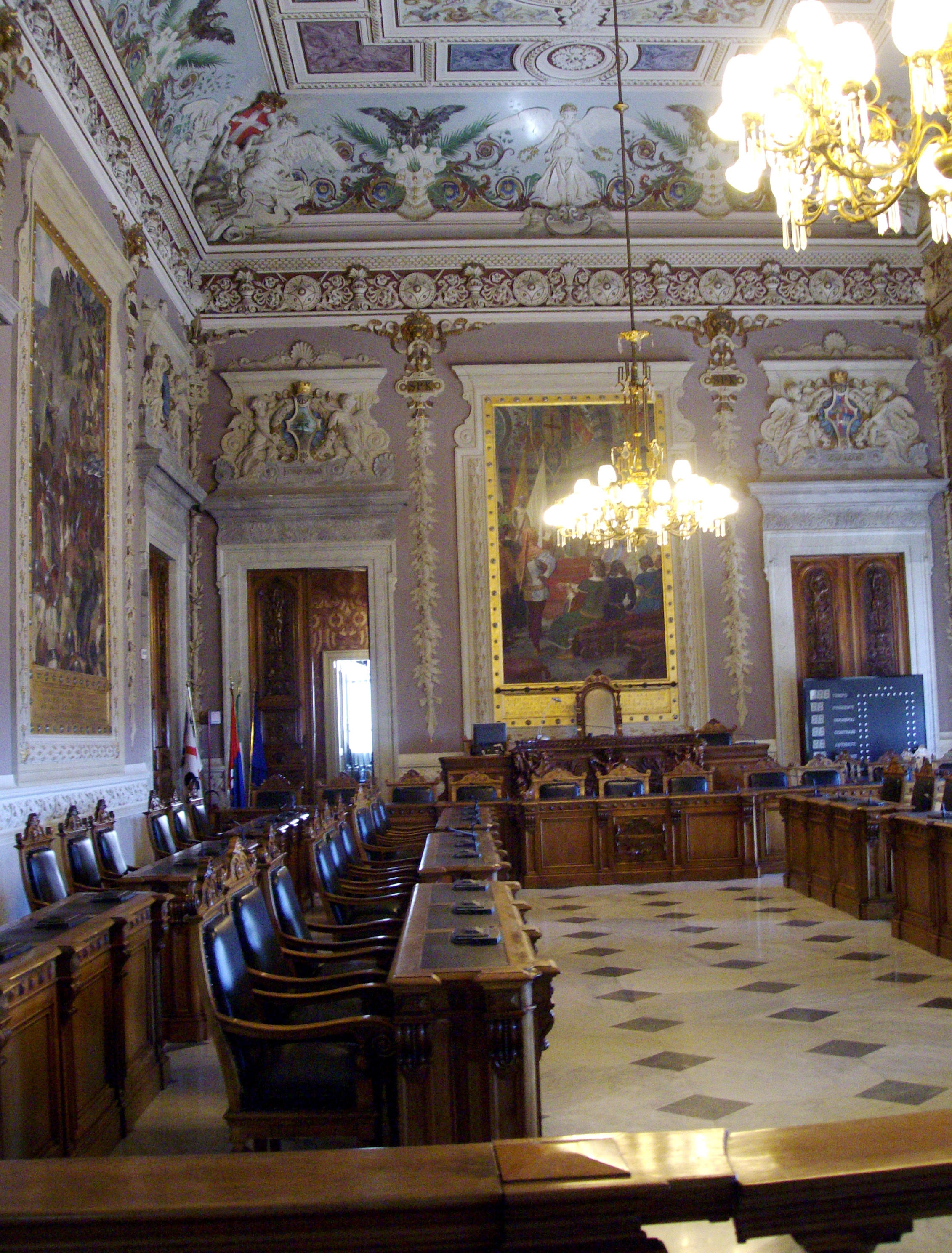
Cagliari, Palazzo Regio

## Governatorato generale e governo viceregio
Inizialmente fu posto a capo dell'amministrazione statale un Governatore generale rappresentante sull'Isola il potere regale. La sede del Governatorato fu posta dapprima a Bonaria, poi a Castel di Cagliari.
Nel 1418 al governo dello Stato fu nominato un viceré. Rappresentava il re durante la sua assenza, esercitando la potestà regia con facoltà di convocare e presiedere gli Stamenti. La cancelleria affiancava il viceré nelle pratiche diplomatiche e di governo.
La carica viceregia ebbe termine nel 1847 quando con la Fusione con gli Stati di Terraferma, i Sardi rinunciarono al loro Parlamento ed al loro Governo nell'Isola per averne un altro a Torino.

## Il Parlamento
Come altri stati medioevali, anche il regno di Sardegna ebbe il proprio Parlamento chiamato le Corti (Corts in catalano, Cortes in spagnolo). Era composto dai tre ordini sociali e cioè il clero, i feudatari ed i cittadini delle città regie, che componevano i tre Stamenti rispettivamente ecclesiastico, militare e civile. Il Parlamento aveva il potere proponente, ma non quello deliberativo in quanto questo aspettava unicamente al Re. Cooperava comunque al governo dello Stato, dando consigli, assensi ed aiuti finanziari tramite un sussidio chiamato donativo. In realtà il "donativo" veniva contrattato tra Parlamento e Viceré, che si impegnava, in nome del Sovrano, a "concedere" i privilegi richiesti dal Parlamento. Il governo non aveva diretto potere impositivo, che spettava ai feudatari, alla Chiesa e ai consigli cittadini. Per questo motivo il Regno di Sardegna e gli altri stati della Corona d'Aragona (e in genere tutti gli stati a base feudale) vengono definiti "Stati pattizi". La dinastia Sabauda, che governò il Regno nell'età dell'assolutismo e dell'illuminismo, non convocò mai le Cortes e non contrattò mai un nuovo donativo.
Il primo Parlamento fu istituito a Cagliari il 15 febbraio 1355 da Pietro il Cerimonioso. Gli storici sono concordi nell'affermare che a tutti gli effetti si trattò di una vera e propria concessione di autonomia al Regno.
La rappresentanza della popolazione fu affidata al parlamento delle Cortes, di matrice iberica. Era diviso in tre stamenti, uno per classe di rappresentanza: lo stamento militare era destinato ai rappresentanti dell'aristocrazia (in assoluta prevalenza di origine catalana); quello ecclesiastico a vescovi, abati ed esponenti dell'alto clero; quello reale ai rappresentanti delle città regie.
Quando le Cortes si riunivano in seduta plenaria, i tre stamenti si chiamavano bracci. Solo nel corso del XVI secolo l'ordinamento istituzionale del regno fu completato dall'istituzione di una corte suprema, la Reale Udienza (basata sul modello delle audiencias spagnole), che, dopo la "perfetta fusione", diventò la Corte d'Appello, poi replicata e distribuita in tutto il territorio nazionale dopo l'unità d'Italia.
Secondo la storiografia filo-sabauda il 29 novembre 1847, i Sardi chiesero spontaneamente al re Carlo Alberto di rinunciare alla loro autonomia. Ma questa richiesta "spontanea" dei capi degli Stamenti non fu mai votata dal parlamento né tantomeno sottoposta a referendum o, come si diceva allora, plebiscito. Fu in tutto e per tutto un atto unilaterale del sovrano che violava il giuramento dello stesso di rispettare i "privilegi" del Regno. Privilegi che, ormai a metà ottocento, sembravano ed erano obsoleti in un mondo in rapida industrializzazione e trasformazione. Da quella necessaria "rinuncia" tuttavia nacque presto la questione sarda, poiché nella nuova organizzazione statuale l'isola sarà solo una provincia marginale e ancor più lo sarà con l'unità d'Italia.
Con la fusione con gli Stati di terraferma, il 4 marzo 1848 il Parlamento fu unico per tutto il regno. Era composto da un senato vitalizio e una camera elettiva. La sua sede era a Torino. Secondo lo storico F. C. Casùla...
(Francesco Cesare Casùla, Breve storia di Sardegna, p. 192)

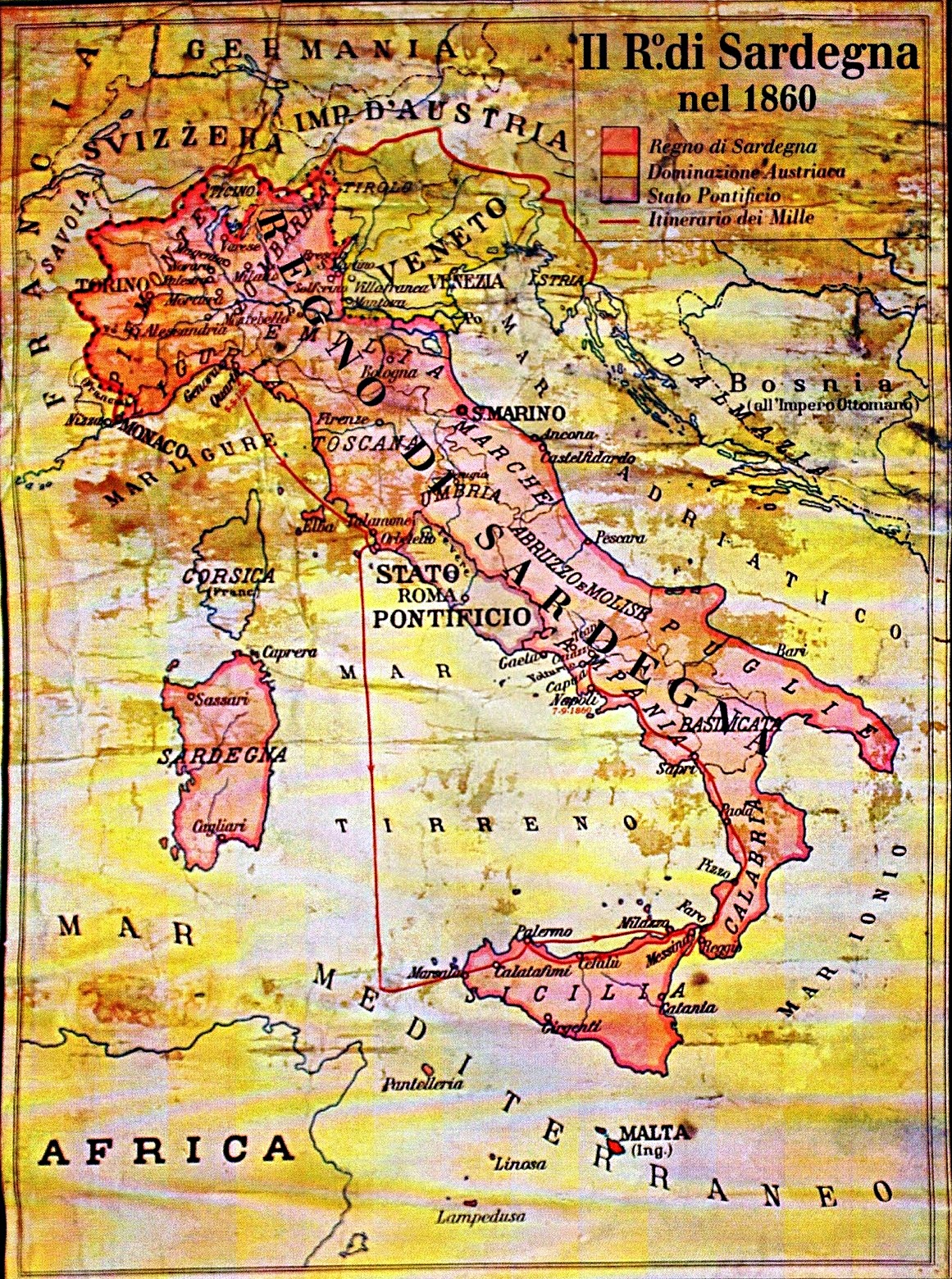
I confini statuali nel 1860

## Lo Stato sardo nel periodo sabaudo
Quando i Savoia ricevettero il titolo di re di Sardegna, allo Stato sardo si aggiunsero gli altri stati dei possedimenti in terraferma (Principato di Piemonte, il ducato di Savoia, la contea di Nizza, etc), trasformandolo in questo modo in uno Stato composto, e più esattamente in uno Stato Federale collettivo, facendolo diventare sovrano e perfetto, e attribuendogli la summa potestas, continuando a chiamarsi Stato sardo. Gli storici oggi si riferiscono a quest'entità come Stato sabaudo. Riguardo alla legislazione all'interno di tale Stato federale, i singoli stati mantennero la propria qualità di stati, ma progressivamente i regnanti sabaudi attuarono una politica di armonizzazione delle diverse leggi esistenti. In Sardegna, la Carta de Logu rimase in vigore fino al 1827, quando fu poi sostituita dal Codice Feliciano (che raccoglieva le svariate leggi sparse nei vari Stati della federazione),.
Tramite regi decreti, regi editti, carte regie e regie riforme, vennero progressivamente armonizzati i diversi sistemi di pesi e misure, fu data nuova forma all'amministrazione delle Poste, entrarono in vigore progressivamente il Codice Civile nel 1837, Il Codice Penale nel 1839, il Codice Penale Militare nel 1840, il Codice del Commercio nel 1842. Queste leggi entravano in vigore per tutti i sudditi del Re e dopo tale processo di armonizzazione, si arrivò al 1847 quando gli Stati adottavano e rispettavano le stesse leggi.
Con la Fusione del 1847, lo Stato sardo "annesse" gli altri stati del Re di Sardegna, ma le sue istituzioni furono sovvertite in tal modo, il baricentro demografico ed economico trasferito ormai anche formalmente negli ex-stati di terraferma, in particolare in Piemonte, che da allora sarà veramente difficile riconoscervi ancora un vero riferimento all'isola e al suo antico Regno. Con un solo popolo, un solo territorio, un solo ordinamento giuridico il Regno di Sardegna divenne uno Stato unitario di tipo francese, fortemente centralizzato. Gli altri tre stati della federazione si fusero in esso e si estinsero. Lo Stato sardo continuò il suo cammino mantenendo sempre la stessa denominazione fino al 1861, quando il 17 marzo fu proclamato il Regno d'Italia.

Stemma del regno di Sardegna

## Lo stendardo con i quattro mori
Il Regno ebbe come emblema lo scudo con quattro teste di moro inquartate in croce rossa in campo bianco. Nel regno di Sardegna e Corsica questo stemma apparve per la prima volta nel 1370, con le teste dei Mori sprovviste di bende.
L'origine del simbolo non è ben documentata ma si possono trovare tracce storiche già dal 1281. L'avvenimento che sembra dare una valida spiegazione, risale al 1096, quando il re Pietro I d'Aragona, nella battaglia di Alcoraz, sconfisse una coalizione di quattro re arabi.
Il Re attribuì quella vittoria all'intervento provvidenziale di san Giorgio. Sulla croce rossa in campo bianco - simbolo del santo - comparvero più tardi negli stendardi del Regno d'Aragona quattro teste nere con le bende sulla fronte, a simboleggiare i quattro re sconfitti.
Lo stemma fu adottato anche durante l'amministrazione sabauda e comparve nelle bandiere e negli stendardi del Regno di Sardegna con l'aggiunta dell'aquila sabauda fino all'adozione del tricolore durante il Risorgimento.

## La capitale del Regno
Dal 19 giugno 1324 al 10 giugno 1326, la prima capitale del Regno fu la roccaforte aragonese di Bonaria (oggi completamente inglobata nella città di Cagliari). Dal 10 giugno 1326 fino al 1720, la capitale fu la città di Cagliari. I sovrani in realtà non vi risiedettero stabilmente, preferendo Barcellona o Saragozza, ma nominarono al governo del regno un Viceré il quale governava in nome e per conto del sovrano, con pieni poteri tra cui la facoltà di convocare e presiedere gli Stamenti.

A proposito della capitale del Regno, lo storico F.C. Casula scrive:
(Francesco Cesare Casula, Breve storia di Sardegna, pp. 188-189)

## Organizzazione amministrativa

### I Feudi
Per premiare chi lo aveva aiutato a realizzare la conquista dell'Isola, lo Stato concesse in feudo tutti i territori dell'isola, tranne quelli appartenenti alla Chiesa e tranne le città reali.
Prima della guerra contro il regno di Arborea, i feudi erano 68.
Perdendo ripetutamente contro gli arborensi, il Regno si ridusse alle sole città di Cagliari ed Alghero, fino al 1409, anno della riconquista del territorio isolano che fu riorganizzato poi in 37 feudi.
Quando nel 1838 i Savoia abolirono il feudalesimo in Sardegna, complessivamente i feudi erano 40. Emanata da Carlo Alberto l'11 dicembre 1838, una particolare legge stabiliva le modalità del riscatto da parte dei Comuni.

### Le Province
In epoca sabauda il Regno era diviso in Province. Esse subirono nel tempo diverse modifiche, e il sistema si estese ai territori via via annessi (parte del Milanese, Genovesato ecc.).
Con la riorganizzazione amministrativa del 1818 le province furono riunite in Divisioni e divise in mandamenti.
Nel 1859, nel corso della seconda guerra di indipendenza, il Decreto Rattazzi ridusse le vecchie province a Circondari di nuove più vaste province, generalmente corrispondenti alle Divisioni.

### Le città regie
Le città di Cagliari, Iglesias, Oristano, Bosa, Alghero, Sassari, Castellaragonese, quale prima quale dopo, ottennero di veder rispettati i propri statuti e privilegi, divenendo città regie ossia sottratte al regime feudale e sottoposte direttamente alla giurisdizione regia.

## Le diocesi
- Ales: istituita nel 590 e nel 1503 è unita a Terralba, divenendo suffraganea di Oristano
- Alghero: istituita nel XVI secolo e unita a Ottana Bisarcio e Castro
- Ampurias: istituita nel XII secolo; unita nel 1506 a Civita (Olbia), Tempio Pausania (1515), con residenza a Castelsardo
- Bisarchio: istituita nell'XI secolo (Sassari, presso Ardara e Ploaghe), dal 1503 è incorporata ad Alghero, finché torna indipendente con Ozieri nel 1803
- Bosa: istituita nel 1070 presso Oristano
- Cagliari: arcivescovato del IV secolo
- Civita: unita nel 1506 ad Ampurias
- Iglesias: istituita nel 1503 e sostituitasi a quella del Sulcis (soppressa nel 1513); unita a Cagliari fino al 1764 ritorna indipendente
- Ogliastra: creata l'11 novembre 1824 con sede a Tortoli come suffraganea di Cagliari
- Oristano: istituita nel 1164, nel 1505 assorbe Santa Giusta e poi diviene arcivescovato con Ales e Terralba come suffraganee
- Sassari: sede arcivescovile trasferita da Torres nel 1441; ha come suffraganee Alghero, Ampurias, Bisarchio e Bosa
- Tempio Pausania: fu unita ad Ampurias nel 1515
- Terralba: fondata nel II secolo, fu unita ad Ales nel 1503
- Torres: istituita nel I secolo d.C., divenne arcivescovato attorno al 1073, la cui sede fu poi trasferita a Sassari nel 1441

## L'ordinamento giuridico e le riforme di Carlo Alberto
Nel regno, durante il suo periodo iniziale, fu introdotto il diritto degli Usatici e delle Costituzioni generali di Catalogna. A queste si aggiunsero in seguito ordini regi ed editti suggeriti dal Parlamento.
Queste leggi furono riunite da Francesco de Vico nel 1640 in due raccolte chiamate Leyes y pragmaticas del Reyno de Sardegna. Successivamente anche Pietro Sanna Lecca, nel 1775, le riordinò in due volumi chiamati Editti, pregoni e altri provvedimenti emanati pel Regno di Sardegna. Nel 1421, dopo la rovinosa caduta del regno di Arborea, fu confermato dal Parlamento su tutto il territorio isolano la Carta de Logu che rimase in vigore fino al 16 aprile 1827 quando fu sostituita da Carlo Felice con il Codice Feliciano.

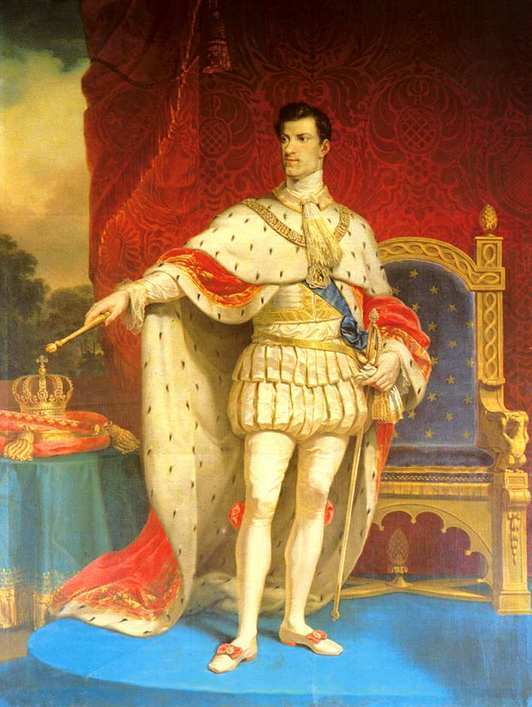
Carlo Alberto di Savoia

Carlo Alberto di Savoia legò il suo nome alla promulgazione dello Statuto fondamentale della Monarchia di Savoia 4 marzo 1848 noto come Statuto albertino e che rese il Regno di Sardegna una Monarchia costituzionale. Lo Statuto fu, fino all'adozione della Costituzione, la legge fondamentale e fondativa dello Stato italiano. Nel 1837 riformò l'organizzazione della giustizia e in Sardegna furono istituiti sette Tribunali di Prefettura (Sassari, Tempio, Nuoro, Lanusei, Oristano, Isili e Cagliari). Nel 1838, il 12 maggio, abolì il feudalesimo, introdotto in Sardegna dai catalano aragonesi nel 1323; fu imposto con il trattato di Londra del 1718 e i Savoia, con Vittorio Amedeo II, giurarono di non abrogare.
Il 29 novembre 1847, con la rinuncia dei sardi alla loro autonomia statuale, il regno di Sardegna si fuse con gli Stati della terraferma, divenendo uno Stato unitario. In conseguenza di ciò, nel 1848 la struttura amministrativa dell'isola viene riorganizzata sul modello piemontese nelle tre Divisioni di Sassari (comprendente le Province di Sassari, Tempio, Alghero e Ozieri), Nuoro (con le Province di Nuoro, Cuglieri e Lanusei) e Cagliari (Province di Cagliari, Oristano, Iglesias e Isili).